# Oggetto substellare

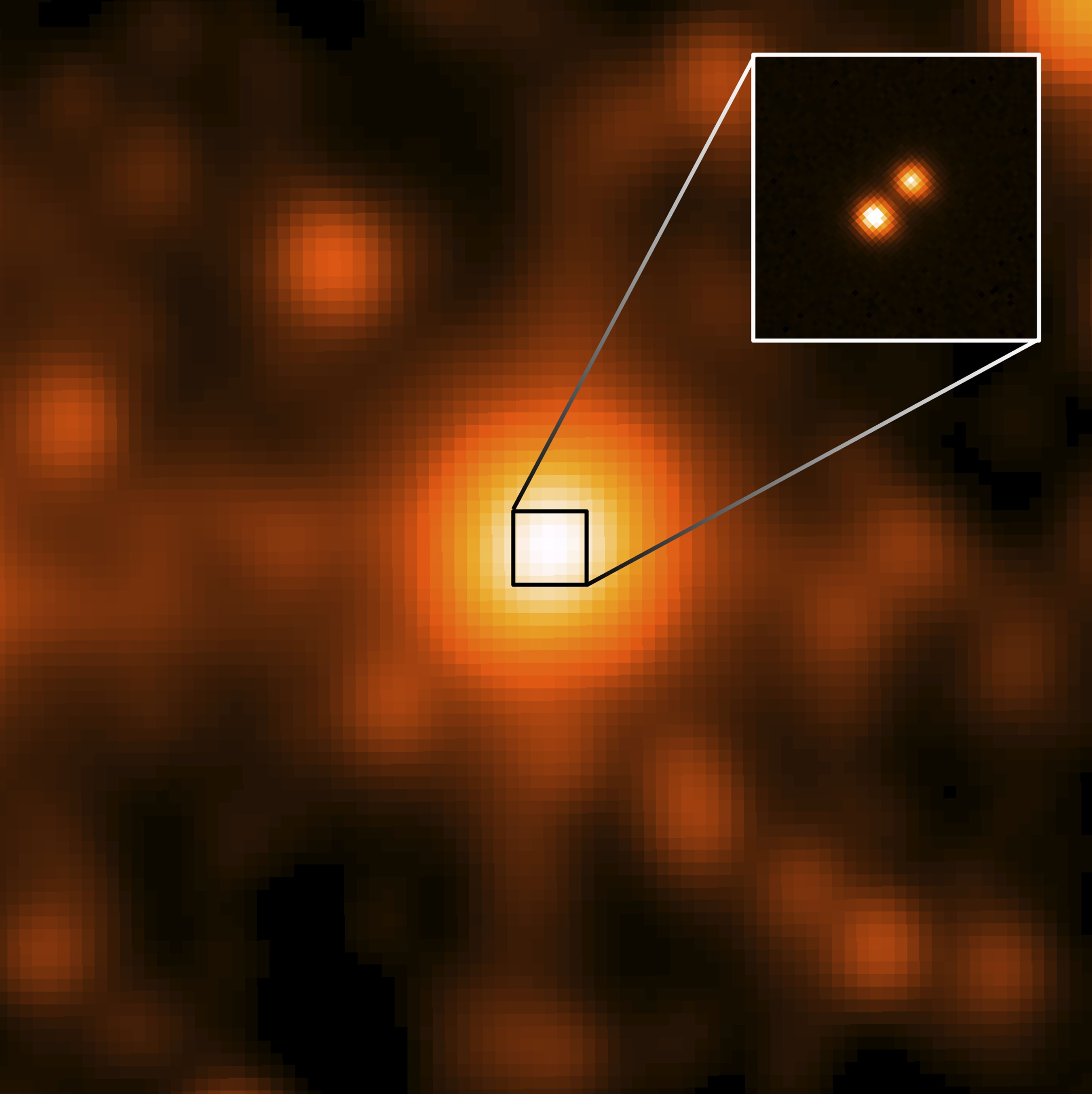
Un'immagine del sistema binario di nane brune WISE 1049-5319. Le nane brune non raggiungono al loro interno la temperatura necessaria per la fusione dell'idrogeno, e col tempo sono destinate a raffreddarsi gradualmente, più velocemente in questo caso perché i due oggetti non sono riscaldati da una vera stella.

Un oggetto substellare è un oggetto astronomico la cui massa è inferiore a quella delle stelle più piccole. Un oggetto substellare ha quindi una massa inferiore a quella necessaria per sostenere la fusione dell'idrogeno, che è pari a circa 0,08 masse solari. Questa definizione comprende le nane brune, le ex stelle simili a EF Eridani B, ed include anche oggetti di massa planetaria, indipendentemente dal loro meccanismo di formazione e dal loro essere associati o meno ad una stella. 
Assumendo che un oggetto substellare abbia una composizione simile a quella del Sole, ed almeno la massa di Giove (circa 10-3 M⊙), il suo raggio sarà paragonabile a quello di Giove stesso (circa 0,1 R⊙), indipendentemente dalla sua massa. Questo è dovuto al fatto che nel centro di un oggetto appena sotto il limite di massa necessario per fondere l'idrogeno, la materia è in uno stato piuttosto degenere, con una densità di ≈ 103 g/cm3; tuttavia questa degenerazione diminuisce al diminuire della massa dell'oggetto, fintanto che, alla massa di Giove, un oggetto substellare ha una densità centrale inferiore a 10 g/cm3. La diminuzione di densità bilancia la diminuzione di massa, e questo mantiene il raggio dell'oggetto più o meno costante. 
Un oggetto substellare con massa appena sotto il limite di 0,08 masse solari potrebbe innescare temporaneamente la fusione dell'idrogeno nel suo nucleo; tuttavia, anche se per un certo periodo questo fornirà un po' di energia, questa non sarà sufficiente per superare la contrazione gravitazionale dell'oggetto. Allo stesso modo, anche se un oggetto con massa superiore a circa 0,013 masse solari è in grado di fondere deuterio per un certo tempo, questa fonte di energia si esaurirà in un periodo che va dai 10 milioni di anni, per le nane brune meno massicce, ad un periodo di 1 miliardo di anni per le più massicce. Oltre a queste fonti, la radiazione di un oggetto substellare isolato proviene dal solo rilascio della sua energia potenziale gravitazionale, e col tempo l'oggetto tenderà gradualmente a raffreddarsi. Un oggetto substellare che orbita attorno ad una stella si raffredderà più lentamente in quanto riceve calore da essa, evolvendosi verso uno stato di equilibrio nel quale emetterà più energia di quella ricevuta dalla stella.